# Pince de carreleur
Une pince de carreleur ou pince à bec de perroquet est une « grignoteuse », c'est-à-dire une paire de pinces dont les mâchoires décalées de l'axe de l'outil prennent la forme d'un bec de perroquet, pour favoriser la manipulation ou la taille des carreaux ou des pièces en matériau céramique. Elle se désigne encore sous l'appellation générique de tenaille de carreleur.

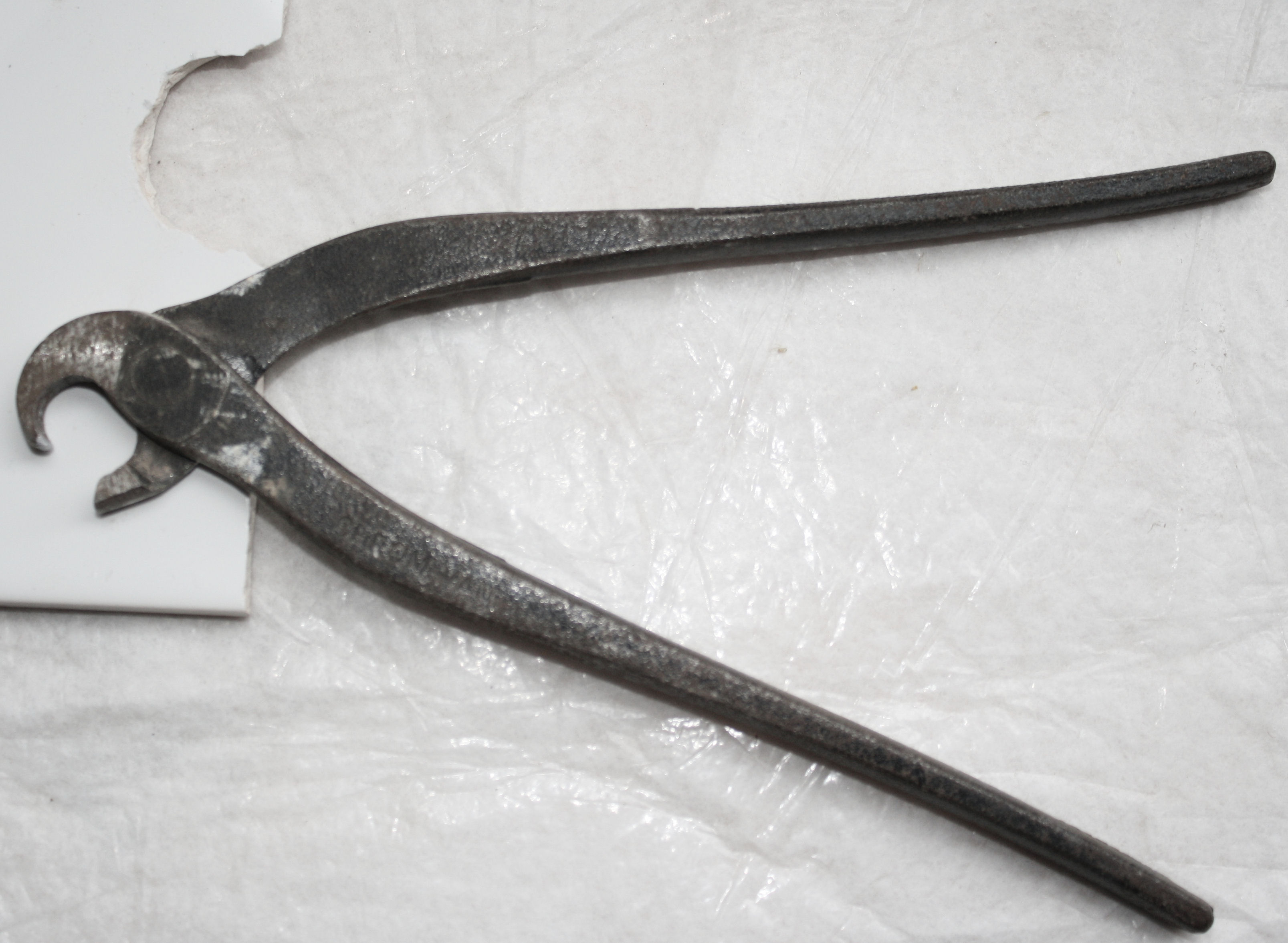
Pince de carreleur.

## Emplois

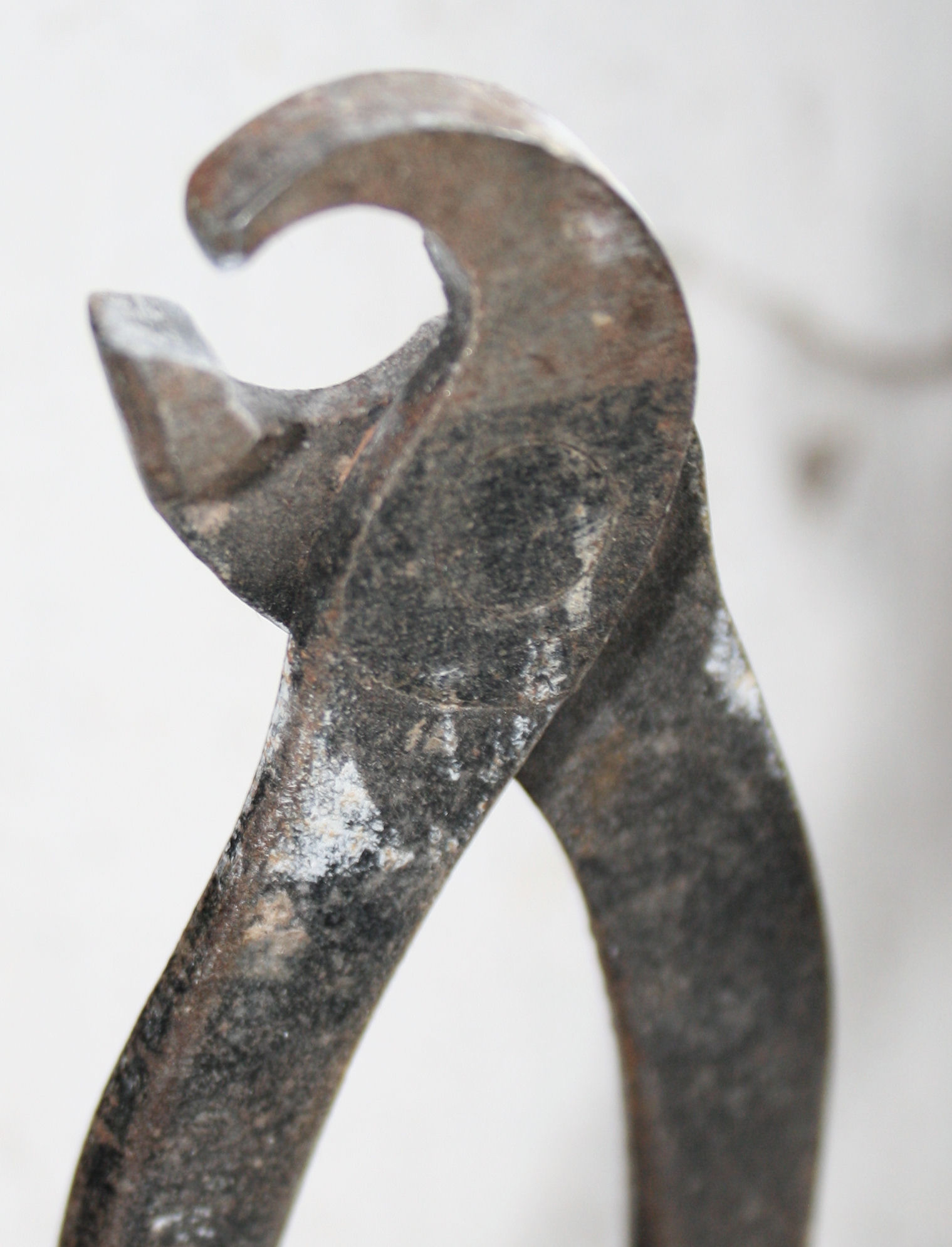
Mâchoire d'une pince de carreleur.

Elle est utilisée pour ébarber les restes d'arêtes saillantes d'une coupe de carrelage ou de faïence, ou bien, très souvent, lors de découpe spécifique (un trou de passage de tuyau), elle sert à agrandir une découpe circulaire ou en arrondi, en fragmentant par éclats les arêtes saillantes de la coupe.

## Homonymes
- La grignoteuse est aussi une paire de pinces ou cisaille particulièrement utilisée en tôlerie.